# 2011年鐵路
此條目列出2011年發生有關鐵路運輸的事件。

## 事件

### 1月
- 1月2日：臺鐵沙崙線通車。
- 1月7日：廣珠城際鐵路部分通車。
- 1月11日：長吉城際鐵路、太中銀鐵路通車。

### 2月
- 2月23日：德里地鐵機場快線通車。
- 2月28日：倫敦地上鐵東倫敦線延長至高貝里及伊斯靈頓站，並與北倫敦線連接。

### 3月
- 3月11日：發生東日本大震災，連帶發生海嘯、火災等次生災害。岩手縣、宮城縣、福島縣的沿岸部分嚴重受災。首都圈等也大規模暫時停運。詳細資料參見東日本大震災對鐵路的影響（日语：東日本大震災による鉄道への影響）。
- 3月12日：九州新幹線全線通車。
- 3月27日：名古屋市營地下鐵櫻通線野並站至德重站通車。
- 3月30日：釜山交通公社4號線美南站至安平站通車。

### 4月
- 3月至4月：歐亞大陸橋由重慶到杜伊斯堡（DB），途經阿拉山口、哈薩克斯坦、俄羅斯、白俄羅斯及波蘭，16日內途經10,300 km（6,400 mi）[1]。
- 4月12日：上海軌道交通6號線靈岩南路站至濟陽路站通車，濟陽路站（6號線）啟用。

### 5月
- 5月1日：津濱輕軌（天津地鐵9號線）十一經路站至中山門站通車。
- 5月1日：諾福克輕軌通車。

### 6月
- 6月10日：雅典－比雷埃夫斯電氣鐵路（英语：Athens–Piraeus Electric Railways）將鐵路線交由雅典地鐵營運，成為雅典地鐵1號線。
- 6月15日：深圳地鐵1號線（羅寶線）深大站至機場東站通車。
- 6月16日：深圳地鐵4號線（龍華線）少年宮站至清湖站通車。
- 6月20日：榜鵝輕軌達邁站啟用。
- 6月20日：A列車（英语：A-train (Denton County Transportation Authority)）通勤鐵路服務開行[2]。
- 6月22日：深圳地鐵5號線（環中線）通車。
- 6月28日：深圳地鐵2號線（蛇口線）世界之窗站至新秀站通車。
- 6月29日：喀和鐵路開行客運列車。
- 6月30日：京滬高速鐵路通車，上海軌道交通7號線加設劉行站、潘廣路站。

### 7月
- 7月1日：KTM城際鐵路根據協議由丹戎巴葛火車總站縮短到兀蘭火車關卡。
- 7月11日：利馬地鐵通車。
- 7月16日：東日本旅客鐵道引入奧久慈清流線的愛稱。
- 7月23日：發生2011年甬台溫鐵路列車追尾事故，至少39人死亡[3]。
- 7月28日：重慶軌道交通1號線較場口站至沙坪壩站通車。

### 8月
- 8月7日：鹽湖城輕軌西谷及中喬丹延線開通。
- 8月12日：曼谷大眾運輸系統素坤逸線翁聿站至北寧站通車。
- 8月15日：國際觀光專用列車開始運行（喀山站－北京站）。
- 8月19日：耶路撒冷輕軌紅線（英语：Red Line (Jerusalem Light Rail)）對外開放。
- 8月19日：諾福克輕軌通車。
- 8月24日：波拉特勒－科尼亞高速鐵路（英语：Polatlı–Konya high-speed railway）通車。
- 8月27日：聖迭戈電車銀線（英语：Silver Line (San Diego Trolley)）通車。
- 8月31日：碼頭區輕便鐵路由景寧鎮站延長至新的斯特拉特福德國際車站， 取代北倫敦線（2006年12月9日關閉），與1號高速鐵路連結起來[4][5][6]。

### 9月
- 9月2日：臺鐵加設浮洲車站。
- 9月9日：杜拜地鐵綠線（英语：Green Line (Dubai Metro)）通車。
- 9月16日：西安地鐵2號線通車。
- 9月27日：重慶軌道交通1號線較場口站至小什字站通車。
- 9月29日：重慶軌道交通3號線通車。

### 10月
- 10月8日：新加坡地鐵環線由瑪麗蒙延長至港灣。
- 10月8日：巴黎地鐵8號線由克雷泰伊省府站延長一站至湖之角站。
- 10月20日：班加羅爾地鐵紫線（英语：Purple Line (Namma Metro)）通車。
- 10月28日：新盆唐線江南站至亭子站通車。

### 11月
- 11月1日：阿爾及爾地鐵1號線通車。
- 11月11日：台灣鐵路管理局六家線通車，內灣線新竹至竹中段雙軌電氣化。

### 12月
- 12月7日：前撫鐵路開通貨運。
- 12月10日：大西洋軸線高速鐵路（英语：Atlantic Axis high-speed rail line）部分通車。
- 12月11日：法國高速鐵路萊茵河-羅訥河線通車。
- 12月26日：廣深港高速鐵路廣深段通車。
- 12月27日：基輔地鐵庫雷尼夫卡-紅軍線由瓦西里基夫站延長一站至展覽中心站。
- 12月28日：杭州地鐵通車。
- 12月28日：盆唐線由竹田站延長至器興站。
- 12月28日：聖彼得堡地鐵伏龍芝－海濱線加設海軍部站。
- 12月30日：重慶軌道交通3號線二塘站至兩路口站、鴛鴦站至江北機場站通車。
- 12月31日：北京地鐵15號線後沙峪站至俸伯站通車。